# Beat Wabel
Beat Wabel (* 23. Mai 1967 in Wetzikon) ist ein ehemaliger Schweizer Radrennfahrer und nationaler Meister im Radsport.

## Sportliche Laufbahn
Wabel war im Querfeldeinrennen (heutige Bezeichnung Cyclocross) aktiv. 1985 gewann er den Titel bei den Cyclocross-Weltmeisterschaften der Junioren. 1990 siegte er bei den Schweizer Radquer-Meisterschaften vor Beat Breu, 1993 und 2000 vor Thomas Frischknecht, 1998 vor Dieter Runkel, 2001 vor Roland Schätti, 2003 vor Michael Baumgartner. Wabel gewann eine Vielzahl von Cyclocrossrennen. Dabei waren solche Traditionsrennen wie in Steinmaur, Wetzikon, Safenwil und der Ziklokross Igorre. Die Bronzemedaille bei den Cyclocross-Weltmeisterschaften gewann er 1995. Bei den Cyclocross-Weltmeisterschaften wurde er bei den Amateuren 1989 6., 1990 10. und 1991 8. Bei den Profis wurde er 1992 4., 1993 7., 1994 37., 1995 3., 1996 10., 1997 8., 1998 10., 1999 20., 2000 15. sowie 2002 14.
1996 war er Teilnehmer der Olympischen Sommerspiele in Atlanta. Im Mountainbikerennen kam er auf den 14. Rang. 1997 wurde er in dieser Disziplin Vizemeister in der Schweiz und Dritter der Europameisterschaften.

## Familiäres
Er ist der Bruder von Yvonne Schnorf, die zweimal Olympiateilnehmerin im Radsport war.